# Karkihalli, Koppal
Karkihalli là một làng thuộc tehsil Koppal, huyện Koppal, bang Karnataka, Ấn Độ.